# Ernest de Blosseville
Pour les articles homonymes, voir Poret et Blosseville (homonymie).
Bénigne-Ernest Poret, marquis de Blosseville, né le 19 juillet 1799 à Rouen et mort le 25 septembre 1886 à Amfreville-la-Campagne, est un homme politique et de lettres français. Il s’occupa de politique tout au long du XIXe siècle et a notamment été député en 1857.

## Biographie
Ernest de Blosseville est né à Rouen, le 19 juillet 1799, où il effectue ses études au collège royal. Fils aîné de Bénigne Poret, marquis de Blosseville (1768-1845), député de l'Eure de 1815 à 1816, il effectua en 1823 une mission en Espagne à la demande du gouvernement. Il y rencontra Joseph Meissonnier de Valcroissant avec qui il collabora à la rédaction des mémoires du général Morillo, puis à la traduction de l’Histoire de la révolution d’Espagne de 1820 à 1823, de Sebastien Miñano.
Il devint plus tard conseiller de préfecture, refusa plusieurs postes pour ne pas s’éloigner de Paris, puis fut nommé sous-préfet de Pontoise l’avant-veille des ordonnances de juillet, mais ne fut pas confirmé par suite des événements qui en ont résulté. Il démissionna de ses fonctions en 1832. Il est nommé chevalier de l'ordre de Charles III en 1840.
Collaborateur ou directeur de différents journaux (La Quotidienne, Le Courrier de l'Europe, etc.), il professait des idées légitimistes. Cet érudit, qui collaborait à plusieurs sociétés savantes, se lança dans la politique sous le Second Empire en se faisant élire au conseil général dans le canton d'Amfreville-la-Campagne (Eure). Déjouant tous les pronostics, il fut élu député de la 2e circonscription de l'Eure en 1857, contre le candidat « officiel » du régime. Il est nommé chevalier de la Légion d'honneur en 1860. Il ne fut pas réélu au renouvellement de 1863, le préfet Eugène Janvier de La Motte, ayant mis en œuvre tous les moyens pour le faire battre, cette fois, par le candidat officiel. Il est commandeur de l'ordre de Saint-Grégoire-le-Grand en 1865.

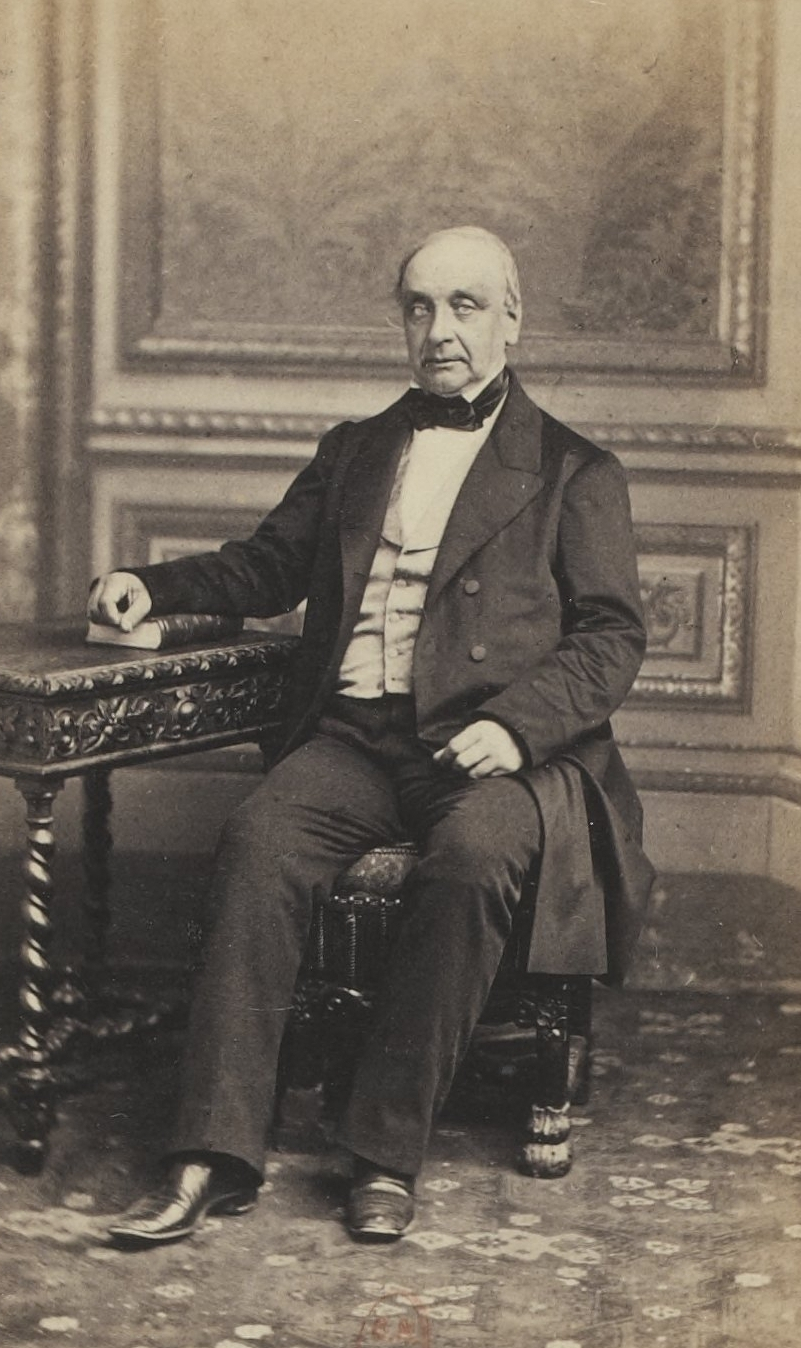
Photographie d'Ernest de Blosseville.

Blosseville se consacra dès lors à mettre en valeur son domaine agricole tout en participant aux travaux de diverses sociétés savantes. On lui doit notamment des publications estimées sur le patois normand de l'Eure, un dictionnaire topographique de l'Eure, ainsi qu'un livre sur l'histoire des colonies pénales de l'Angleterre en Australie, qui obtint le prix Montyon en 1832. Il fut président de la Société de l'histoire de Normandie et de la Société libre d'agriculture, sciences, arts et belles-lettres de l'Eure.
Il est mort à Amfreville-la-Campagne, le 25 septembre 1886.

## Distinctions
- Chevalier de l'ordre de Charles III (1840)
- Chevalier de la Légion d'honneur en 1860[6]
- Commandeur de l'ordre de Saint-Grégoire-le-Grand

## Famille
Son frère cadet, Jules de Blosseville (1802-1833), officier de marine, disparut lors du naufrage de son navire, la Lilloise, au large de l'Islande. Il est le grand-oncle de Charles Aubourg de Boury.

## Travaux
- Histoire de la colonisation pénale et des établissements de l'Angleterre en Australie, Évreux, A. Hérissey, 1859, 568 p., in-8o (lire en ligne)

- Dictionnaire topographique du département de l'Eure, Paris, Imprimerie nationale, 1877, 279 p., in-4° (lire en ligne)
- Robin, Le Prévost, Antoine Passy et de Blosseville, Dictionnaire du patois normand en usage dans le département de l'Eure, Évreux, Charles Hérissey, 1882, in-8o (lire en ligne)

Il a également pris part à la rédaction de l’ouvrage de Meissonnier de Valcroissant intitulé : la Loi de justice et d’amour jugée par ses pères.
Sur son frère, il a écrit : Jules de Blosseville, Hérissey, 1854, 193 p., in-8o (lire en ligne)